# Route 7 (Nouvelle-Écosse)
Pour les articles homonymes, voir Route 7.
La route 7 est une route principale de la Nouvelle-Écosse située dans le sud-est de la province, à l'est d'Halifax et au sud d'Antigonish. Elle sert d'ailleurs de lien secondaire entre ces villes. Elle traverse une région essentiellement boisée, et suit la côte de l'océan Atlantique sur la majorité de son tracé de 278 km (173 mi).

## Description du tracé
La route 7 débute au nord-ouest d'Halifax, dans la ville de Bedford, à la jonction des routes 1 et 2. Elle croise d'abord la route 33, la Bedford Bypass et emprunte la rue Windmill pour suivre la rive nord du Bassin de Bedford. Elle entre ensuite à Dartmouth, la ville voisine d'Halifax.
À Dartmouth, elle passe sous le pont MacKay, puis elle suit de très près le havre d'Halifax. Elle contourne le centre-ville de Dartmouth par le sud-est, passant sous le pont Angus MacDonald. Elle est ensuite nommée rue Prince Albert en quittant Dartmouth par l'est. Elle croise les routes 111 et 107, avec laquelle elle forme un multiplex à Cole Harbour.
À Preston, les routes se séparent mais se suivent sur une trentaine de kilomètres, la route 7 passant par Preston, Porters Lake et Musquodoboit Harbour. Au terminus est de la route 107, à Musquodoboit Harbour, la route 7 suit l'Eastern Shore, la rive de l'océan Atlantique, étant très sinueuse par endroits. Elle traverse Sheet Harbour ainsi que la vallée de Liscomb 40 km (25 mi) plus à l'est. À Liscomb, elle bifurque vers le nord pour rejoindre Sherbrooke. Elle se dirige ensuite vers le nord traversant notamment Melrose et Aspen. À environ 50 km (31 mi) plus au nord, elle croise la route 104 à sa sortie 32, au sud d'Antigonish, où elle prend fin.

## Intersections majeures
| Comté                                     | Ville                | km     | Destinations | Notes                                                                    |
| ----------------------------------------- | -------------------- | ------ | --- | ------------------------------------------------------------------------ |
| Halifax                                   | Bedford              | 0,00   | Route 2 vers Route 1 ouest / Route 101 / Route 102 – Lower Sackville, Waverley, Halifax                                     |                                                                          |
| Halifax                                   | Bedford              | 1,70   | Bedford Bypass (Route 33) vers Route 1 / Route 101 – Lower Sackville, Windsor                                               | Sortie direction ouest, entrée direction est                             |
| Halifax                                   | Dartmouth            | 6,40   | Route 322 (Victoria Road) vers Route 111 – Pont MacKay, Pont Macdonald                                                      |                                                                          |
| Halifax                                   | Dartmouth            | 11,80  | Route 207 est (Portland Street)                                                                                             | Terminus ouest de la Route 207                                           |
| Halifax                                   | Dartmouth            | 12,00  | Route 322 est (Pleasant Street)                                                                                             | Terminus ouest du multiplex avec la Route 322                            |
| Halifax                                   | Dartmouth            | 12,20  | Route 322 ouest (Ochterloney Street)                                                                                        | Terminus est du multiplex avec la Route 322                              |
| Halifax                                   | Dartmouth            | 13,90  | Route 111 vers Route 107 / Route 118 / Route 207 / Micmac Boulevard – Aéroport, Cole Harbour, Shearwater, Eastern Passage   | Sortie 6 de la Route 111; terminus sud de la Route 318                   |
| Halifax                                   | Dartmouth            | 14,50  | Route 318 nord (Breamer Drive) – Waverley                                                                                   | Sortie 6 de la Route 111; terminus sud de la Route 318                   |
| Halifax                                   | Dartmouth            | 18,20  | Route 107 ouest vers Route 118 – Aéroport, Waverley, Truro Forest Hills Parkway vers Route 207 – Forest Hills, Cole Harbour | Terminus ouest du multiplex avec la Route 107                            |
| Halifax                                   | Cherry Brook         | 21,10  | Route 328 sud (Ross Road)                                                                                                   | Terminus nord de la Route 328                                            |
| Halifax                                   |                      | 22,70  | Route 107 est – Musquodoboit Harbour, Sheet Harbour                                                                         | Terminus ouest du multiplex avec la Route 107; sortie 17 de la Route 107 |
| Halifax                                   | Preston              | 27,70  | Mineville Road vers Route 107 / Route 207                                                                                   |                                                                          |
| Halifax                                   | Porters Lake         | 36,50  | West Porters Lake Road vers Route 107 ouest / Route 207 – West Porters Lake, Lawrencetown, Dartmouth                        |                                                                          |
| Halifax                                   | Porters Lake         | 39,50  | William Porter Connector vers Route 107 – Musquodoboit Harbour, Dartmouth                                                   |                                                                          |
| Halifax                                   | Porters Lake         | 39,90  | Route 207 ouest – West Chezzetcook, Lawrencetown                                                                            | Terminus est de la Route 207                                             |
| Halifax                                   | Head of Chezzetcook  | 43,60  | East Chezzetcook Road vers Route 107 ouest – East Chezzetcook, Halifax                                                      |                                                                          |
| Halifax                                   | Musquodoboit Harbour | 50,30  | Route 107 ouest – Dartmouth, Halifax                                                                                        | Terminus est de la Route 107                                             |
| Halifax                                   | Musquodoboit Harbour | 52,90  | Route 357 nord – Meaghers Grant, Middle Musquodoboit                                                                        | Terminus sud de la Route 357                                             |
| Halifax                                   | Sheet Harbour        | 123,40 | Route 224 ouest vers Route 336 – Marinette, Vallée de Musquodoboit                                                          | Terminus est de la Route 224                                             |
| Halifax                                   | Sheet Harbour        | 126,90 | Route 374 nord – Trafalgar, Stellarton                                                                                      | Terminus sud de la Route 374                                             |
| Guysborough                               | Stillwater           | 210,20 | Route 211 est – Port Bickerton, Country Harbour Ferry, Canseau                                                              | Terminus ouest de la Route 211                                           |
| Guysborough                               | Melrose              | 222,10 | Route 348 nord – Caledonia, New Glasgow                                                                                     | Terminus sud de la Route 348                                             |
| Guysborough                               | Aspen                | 238,90 | Route 347 nord – Thorburn, New Glasgow                                                                                      | Terminus sud de la Route 347                                             |
| Guysborough                               | Lochaber             | 248,70 | Route 276 est vers Route 316 – Goshen, South River                                                                          | Terminus ouest de la Route 276                                           |
| Antigonish                                | Antigonish           | 277,90 | Route 104 – New Glasgow, Cap-Breton                                                                                         | Sortie 32 de la Route 104                                                |
| Antigonish                                | Antigonish           | 278,20 | Route 4 – New Glasgow, Cap-Breton                                                                                           | Carrefour giratoire                                                      |
| Antigonish                                | Antigonish           | 278,20 | Route 245 nord vers Route 337 – Antigonish                                                                                  | Carrefour giratoire                                                      |
| - Terminus de multiplex - Accès incomplet |                      |        | |                                                                          |